# Chloraea alpina
Chloraea alpina és una planta herbàcia originària de Xile i Argentina de la família de les orquidàcies. Fa una flor molt vistosa de color groc intens.

## Descripció
Planta perenne de fins a 20 cm d'alçada. Les seves fulles persisteixen després de la floració i són basals, lanceolades, amb àpex agut i consistència carnosa. Presenta unes tiges carnoses i gruixudes que acaben en una inflorescència terminal de 5 o 6 flors. Les flors són d'un color groc ataronjat i força grans, de fins a 6 cm de diàmetre i apareixen de novembre a gener. El calze està format per tres sèpals aovato-oblongues de mida gran i àpex agut. La corol·la està formada per 3 grans pètals de 2,5 cm de forma aovada i àpex obtús. El pètal inferior té forma de llengua, amb 5 nervis longitudinals.

## Distribució
Habita terrenys arenosos, volcànics o pedregosos de les estepes altoandines i clarianes de boscos andinopatagons. Present a les províncies Argentines de Neuquén, Río Negro, Chubut i Santa Cruz, així com a les regions contigües de Xile.

## Taxonomia
Chloraea alpina va ser descrita per Eduard Friedrich Poeppig i publicat a Fragmentum Synopseos Plantarum Phanerogamum 17, a l'any 1833.
Etimologia
Chloraea: nom genèric que ve del grec Chloros = "verd", en al·lusió al color de les seves flors.
alpina: epítet llatí que significa "alpí, de muntanya".